# Robert Danis (architecte)
Ne doit pas être confondu avec Robert Danis.
Pour les articles homonymes, voir Danis.
Robert Danis, né à Belfort le 15 juillet 1879 et mort le 17 juillet 1949 à Paris, est un architecte français.

## Biographie
Élève de Henri Deglane à l'École des Beaux-arts de Paris à partir de 1899, Robert Danis est admis en première classe en 1903 et obtient son diplôme d'architecte en 1905.
Parallèlement il expose au Salon des artistes français dès 1903 et y obtient une mention honorable en 1906, une médaille de 3e classe en 1908, une médaille de 2e classe l'année suivante, une bourse de voyage en 1910 et une médaille de 1re classe en 1911, année où il est placé en hors-concours.
Son agence est installée 7 rue de la Garancière à Paris.
Il est nommé en 1913 architecte des bâtiments civils du château de Versailles et du Trianon. En 1919, il est reçu au concours d'architecte en chef des monuments historiques et s'occupe de Versailles. En 1920, il est nommé directeur de l'architecture et des Beaux-arts en Alsace-Lorraine avant de devenir l'année suivante directeur de l'école régionale d'architecture de Strasbourg. Il est chargé des Vosges, de la Haute-Saône, du Territoire-de-Belfort et, en 1939, du Haut-Rhin et Bas-Rhin.
En 1924, il devient l'architecte en chef des Archives Nationales. En 1934, il exerce les fonctions d'architecte en chef adjoint à l'Inspecteur général des bâtiments civils et des palais nationaux (décret du 18 mai 1934) et en 1938 il est nommé inspecteur général des bâtiments civils (décret-loi du 17 juillet 1938).
Durant la Seconde Guerre mondiale, il est chargé de la résorption de l'îlot insalubre no 16 (dans les quartiers Saint-Gervais et Saint-Paul, dans le 4e arrondissement de Paris, Le Marais) avec Albert Laprade et Michel Roux-Spitz. En 1944, il est nommé directeur général de l'architecture par acte dit de loi no 71 du 28 février 1944.
Il prend sa retraite en 1947. Ses héritiers sont : René Blanchot, son principal collaborateur, Benoît Danis, son fils, et Armand Varieras, le principal collaborateur de René Blanchot.
Robert Danis meurt le 17 juillet 1949 à son domicile dans le 6e arrondissement de Paris.

## Principales réalisations

### Créations
- Villa à Plombières-les-Bains (Vosges) (1906)[2].
- Hôtel particulier au 21 rue de Rémusat à Paris, au croisement avec l'avenue Léon-Heuzey (1913)[7].
- Nécropole nationale de Morvillars (Territoire de Belfort) (1921-1923)[8].
- Musée Pasteur à Paris (1923)[9].
- Monument aux morts de Plombières-les-Bains (1925)[2].
- Le quartier des Sapins à Rouen  (Seine-Maritime) (1922-1925) avec l'église Saint-Jean-Eudes (1925-1928)[10],[11].
- Le monument national du Hartmannswillerkopf[12], à Wattwiller (Haut-Rhin), avec le statuaire Antoine Bourdelle (1923-1932).
- Institut d'histologie, à Strasbourg (Bas-Rhin)[9].
- Villa Camman, 35 rue de Verdun  à Strasbourg (1930 -1931).
- La nouvelle ville d'Égletons (Corrèze) dès 1933. Il dessine, assisté par René Blanchot, les espaces et bâtiments publics du projet d'urbanisme initié par Charles Spinasse, maire de la ville et futur ministre de l'Économie du gouvernement de Léon Blum lors du Front populaire. Ses réalisations sont :
  - l'école nationale professionnelle d'Égletons (actuel lycée Pierre-Caraminot, 1934)[13] ;
  - la place Henri-Chapoulie (1934) et les deux autres champs de foires de la ville ;
  - le foyer des campagnes et son esplanade (1936) ;
  - le stade de rugby et son entrée monumentale (1936, actuel stade François-Chassaing).
- Esplanade à Marly-le-Roi (Yvelines) à l'emplacement du pavillon royal sur laquelle le plan du bâtiment détruit est évoqué (1933-1941)[14].
- Institut du radium, à Paris (1936)[7].
- Le monument du camp Kléber à Darney (Vosges) (1937). Celui-ci est détruit par l'armée allemande en 1940 et un second monument est construit par son fils Benoît Danis en 1967-1968.

Monuments créés par Robert Danis
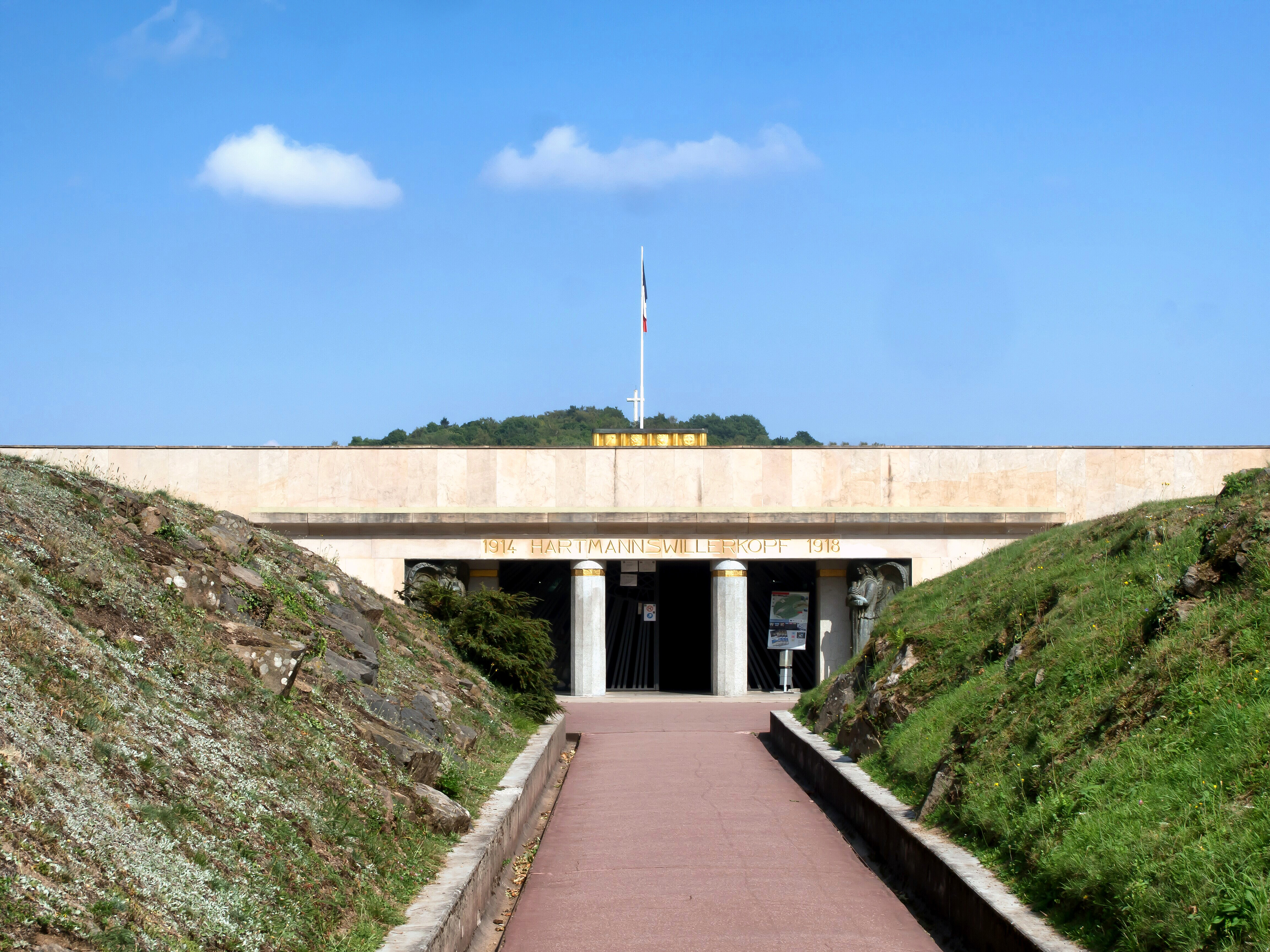
Monument national du Hartmannswillerkopf (1923-1932).
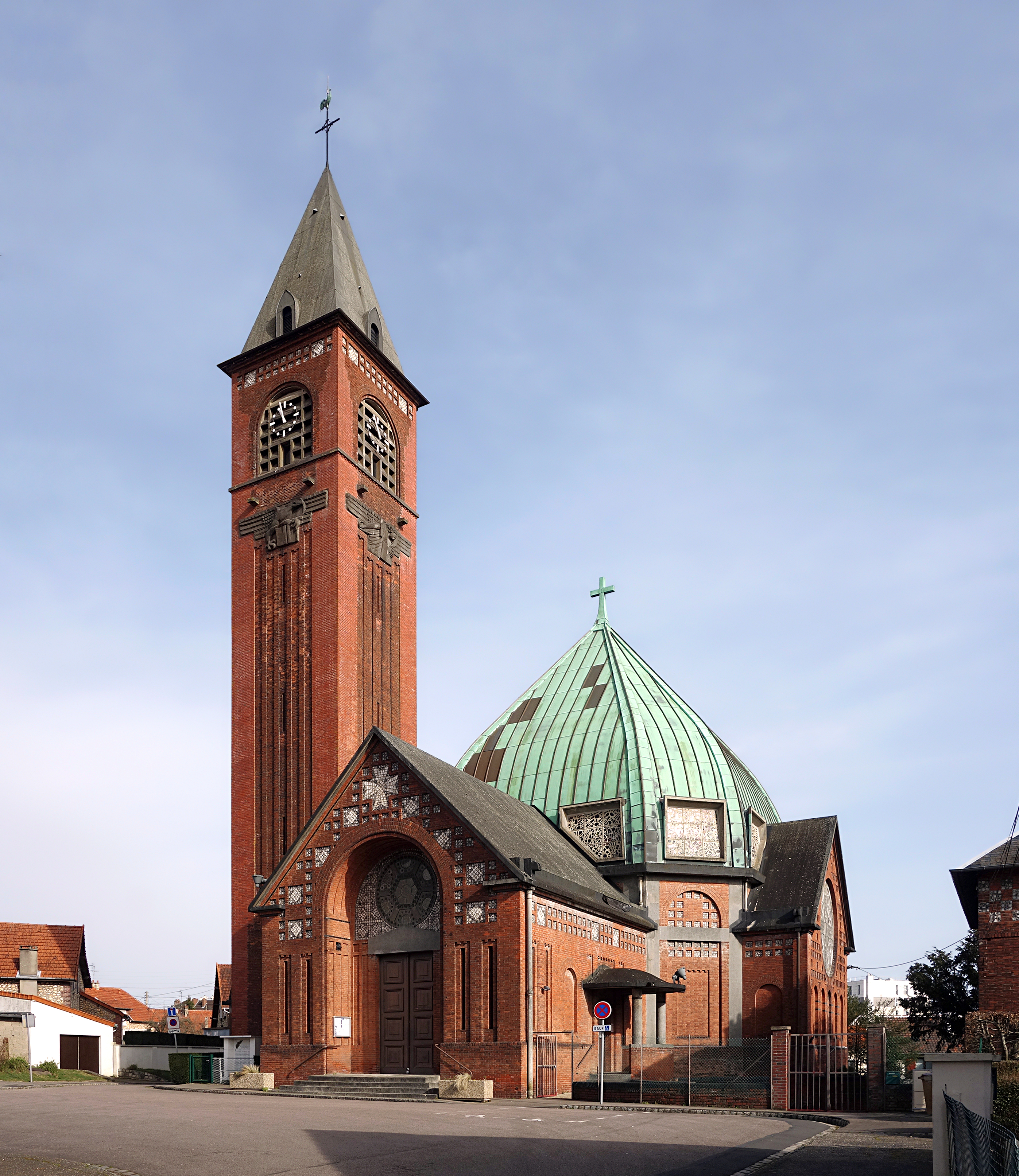
Église Saint-Jean-Eudes à Rouen (1925-1928).
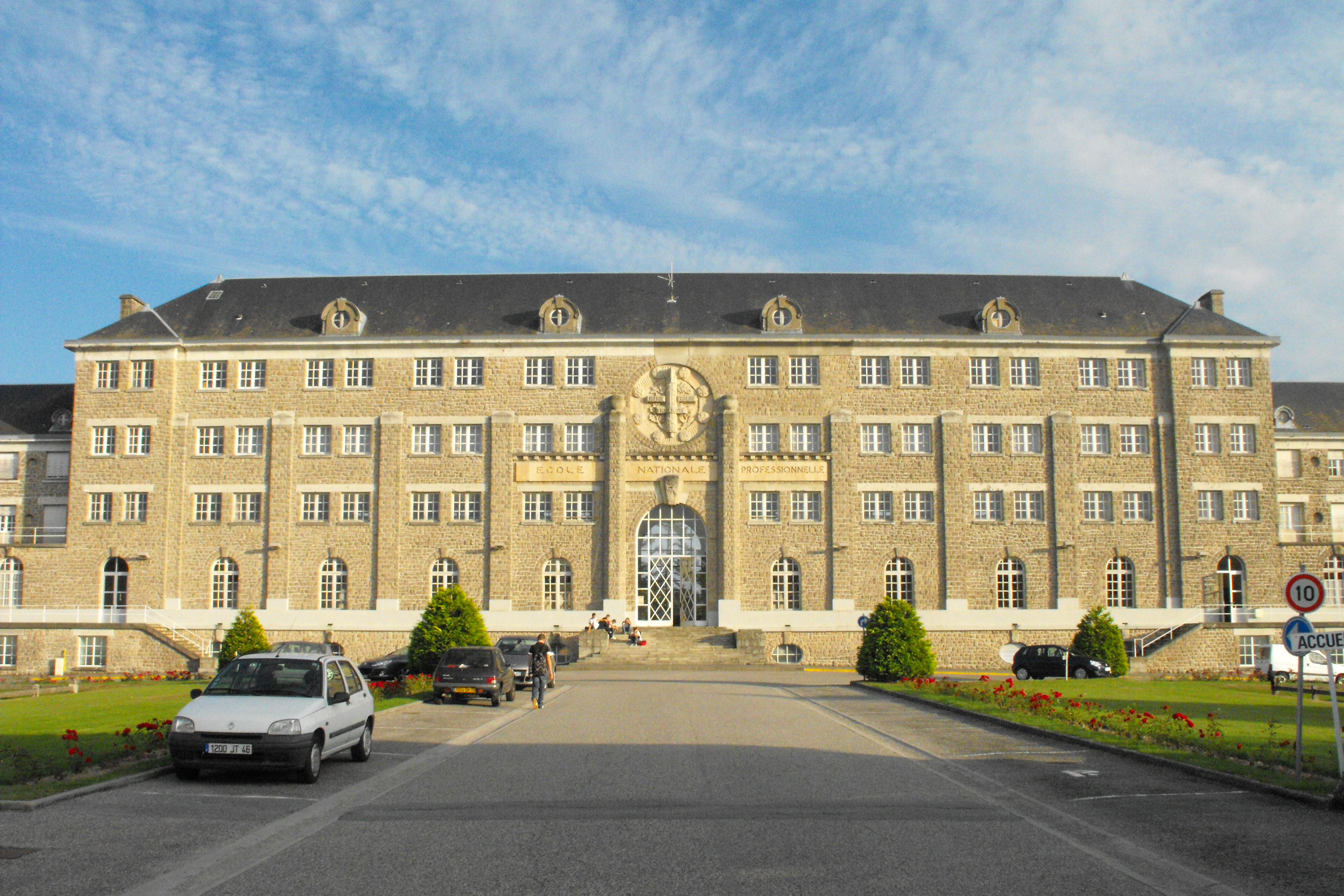
Lycée Pierre-Caraminot à Égletons (1934).

### Rénovations
- Restauration du château de Richemont (Ain) (1905-1907)[7].
- Ancien hôtel Andlau à Strasbourg (Bas-Rhin) (1923-1933)[9].
- Restauration du château des Rohan à Saverne (Bas-Rhin) (1924)[9].
- Chapelle, théâtre et bibliothèque du lycée Bartholdi à Colmar (Haut-Rhin) (1925)[9].
- Restauration et agrandissement de l'abbaye du Mont-Sainte-Odile (Bas-Rhin) (1927-1939)[9].
- À Plombières-les-Bains :
  - rénovation des Thermes Napoléon et du Grand Hôtel[15] (1932-1933) ;
  - reconstruction du Bain national à l'exception de la façade principale[16] (1932-1935) ;
  - restructuration complète du Bain tempéré[17] (1932) ;
  - reconstruction totale du Bain romain[18] (1936-1938).

- Hôtel des ambassadeurs de Hollande (Hôtel Amelot de Bisseuil) à Paris (1936)[7].
- Hôtel de Rohan pour les Archives nationales à Paris (1936)[9].

Monuments rénovés par Robert Danis
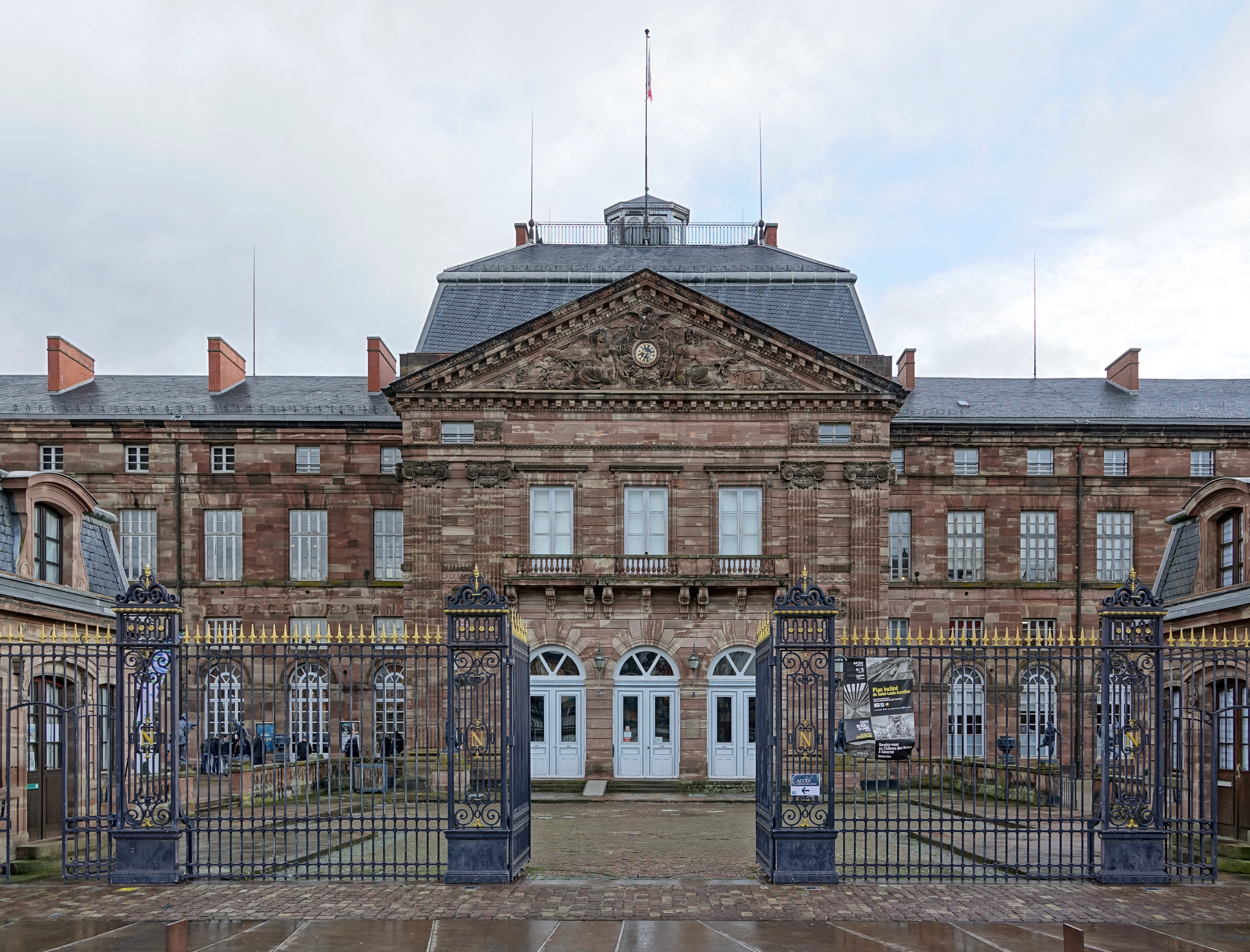
Château des Rohan (façade) (1924).
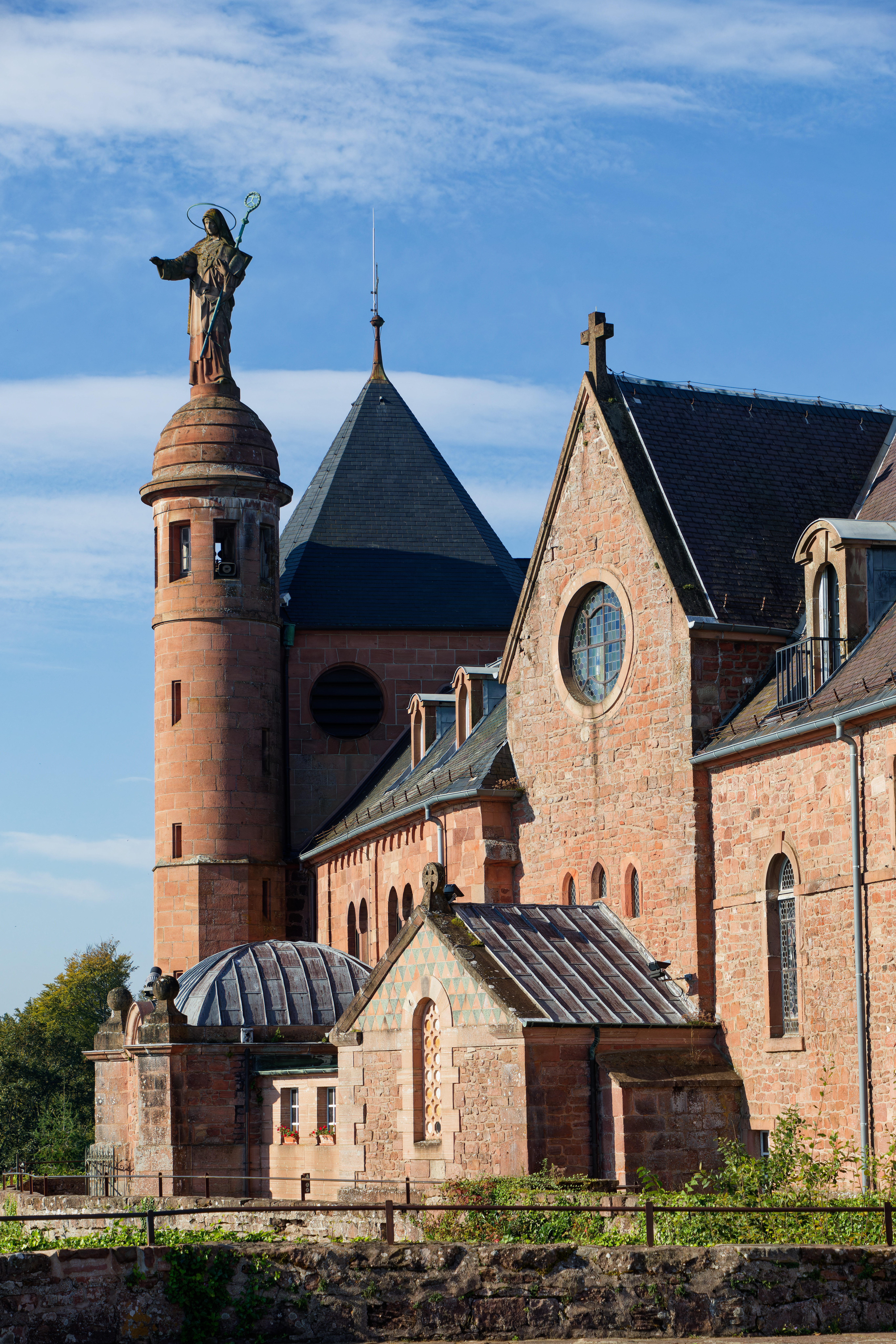
Abbaye du Mont Sainte-Odile (1927-1939).
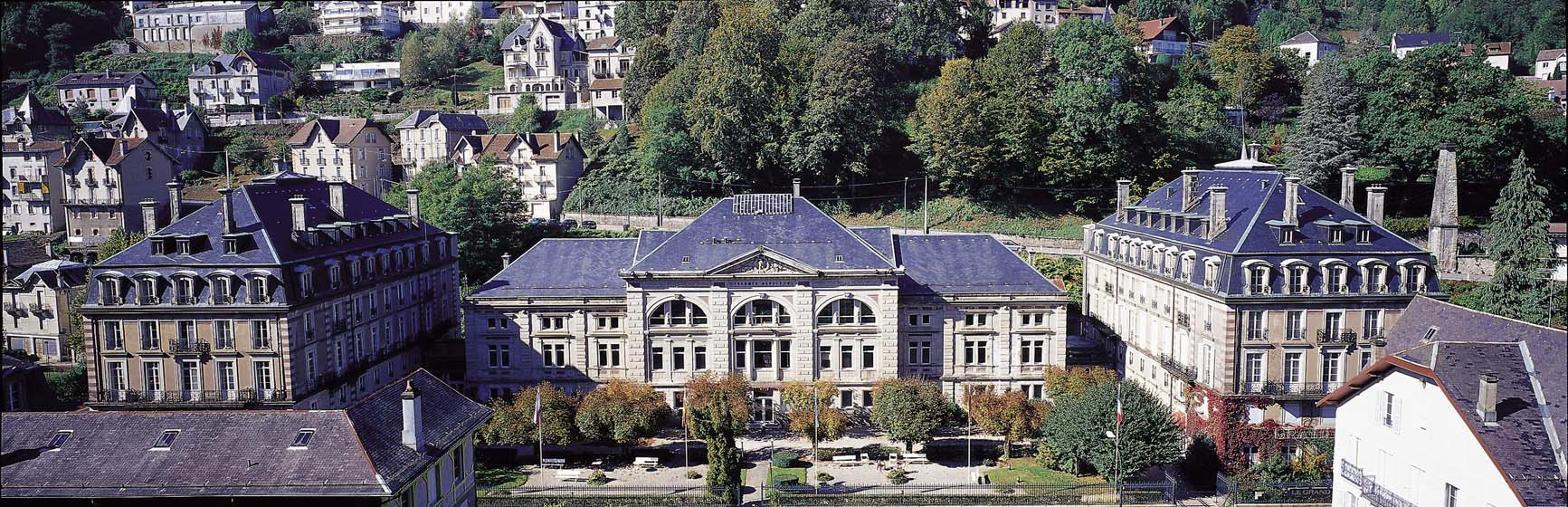
Thermes Napoléon et du Grand Hôtel à Plombières-les-Bains (1932-1933).
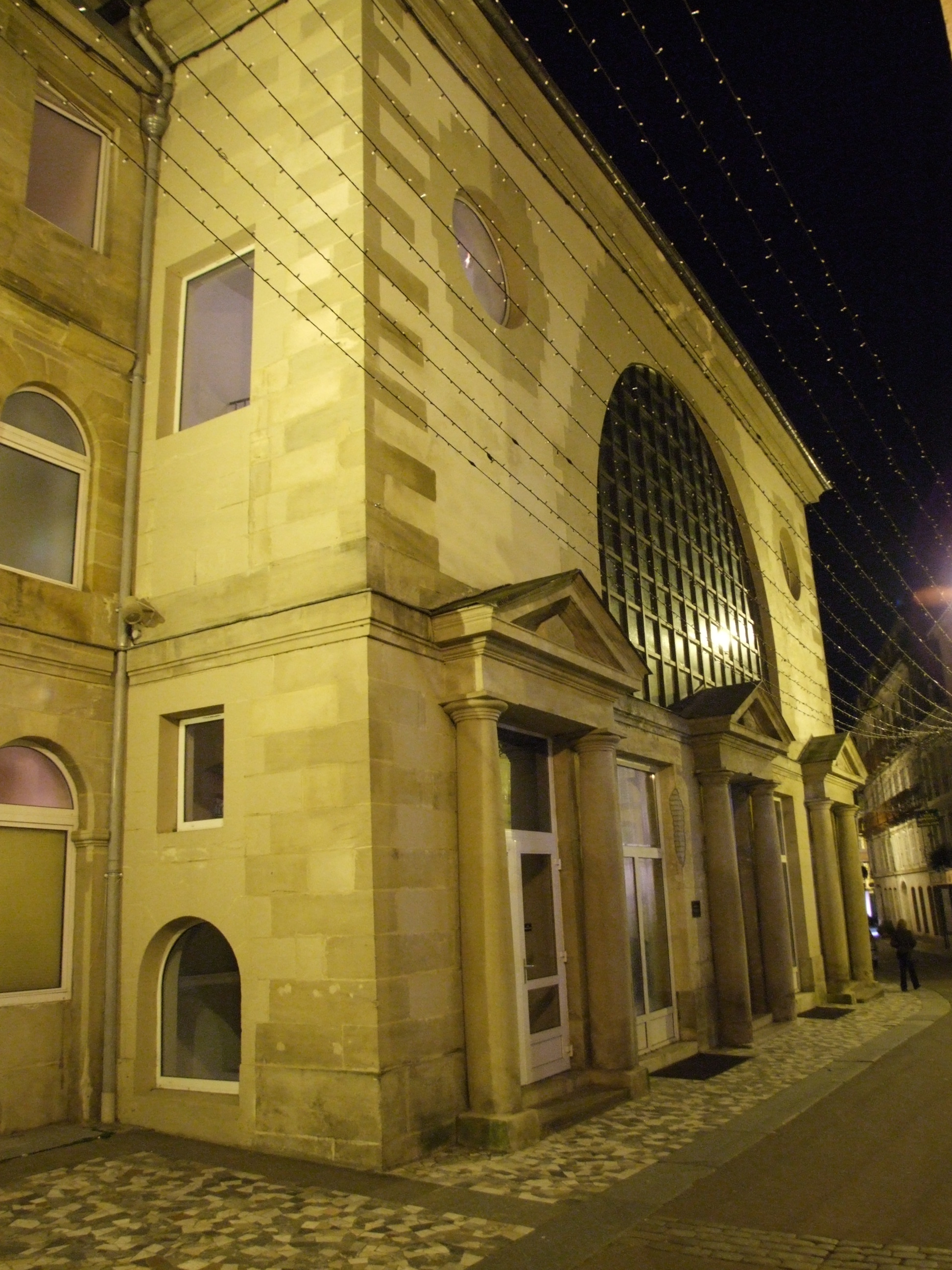
Bain National à Plombières, sauf la façade principale (1932-1935).
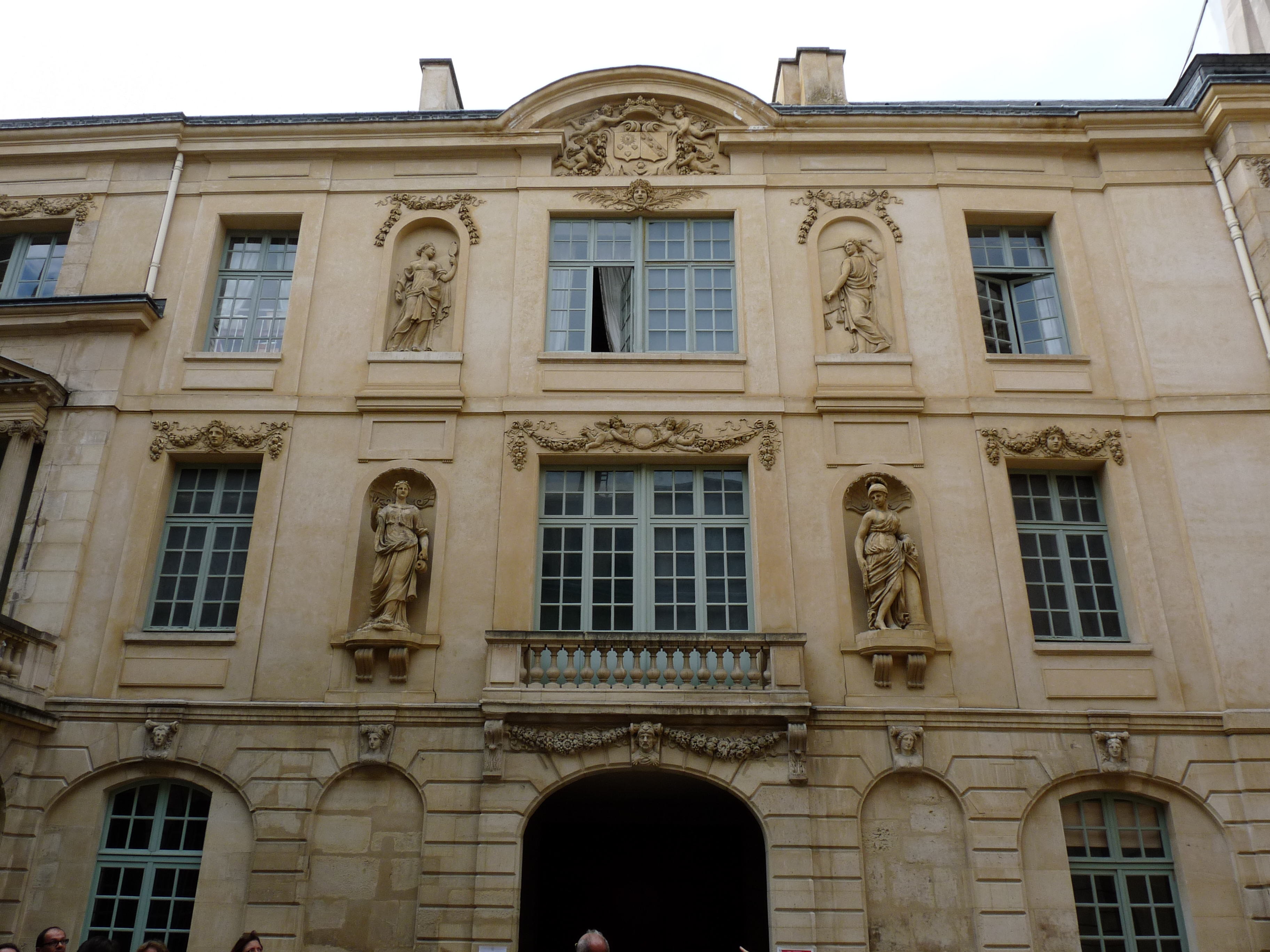
Hôtel des ambassadeurs de Hollande (1936).

## Publications
- L'Œuvre des architectes de l'École française au milieu du XVIIe siècle à nos jours, Braun, 1922, IV-78 p.-XIII p. de pl.
- Kléber, architecte à Belfort : 1784-1792, Istra, 1926, 45 p.
- La Première Maison royale de Trianon : 1670-1687, A. Morancé, 1926, VIII-33 p., XXV p. de pl.

## Distinctions
- Commandeur de l'ordre de l'Étoile de Roumanie
- Commandeur du Ouissam alaouite
- Commandeur de la Légion d'honneur (décret du 13 août 1947)